# Oxipurinol
Oxipurinol ist eine chemische Verbindung aus der Gruppe der Pyrazole. Die Substanz wirkt im Stoffwechsel durch eine Hemmung der Harnsäurebildung. Zu hohe Harnsäurespiegel können zur Entstehung von Nieren- und Harnsteinen sowie Gicht führen.
Oxipurinol ist der aktive Hauptmetabolit des Arzneistoffes Allopurinol, wird selbst aber nicht als Arzneistoff eingesetzt.

## Wirkungsmechanismus
Oxipurinol hemmt das Enzym Xanthinoxidase, das Xanthin, ein Zwischenprodukt im Purinabbau, zur Harnsäure oxidiert. Somit werden vermehrt Xanthin und Hypoxanthin im Urin ausgeschieden, wodurch der Harnsäurespiegel im Blut und Urin fällt.
Oxipurinol wird unverändert renal ausgeschieden.

## Trinkwasserrelevanz
Aufgrund seiner Persistenz und Mobilität reichert sich Oxipurinol in Gewässern an und wird im Grundwasser gefunden. Daher stellt es eine überregionale Herausforderung für Wassergewinnungsanlagen dar, deren Rohwässer einen hohen Uferfiltrat-Anteil aufweisen. Ohne geeignetes Risikomanagement (bspw. Aktivkohlefiltration) ist an solchen Anlagen mitunter eine Überschreitung des gesundheitlichen Orientierungswertes (GOW) von 0,3 µg/L im Trinkwasser zu besorgen. Ausnahme stellen anaerobe Standorte dar, da unter diesen Bedingungen ein Entfernungspotenzial beobachtet wird. Zudem wird Oxipurinol von Pflanzen aufgenommen.